# 彼得羅夫瓦爾
50°08′N 45°18′E / 50.133°N 45.300°E
彼得羅夫瓦爾（Петро́в Вал）是俄羅斯伏爾加格勒州卡梅申区的一個城市。位於州府伏爾加格勒以北185公里的伊洛夫利亞河畔。2002年人口14,721人。
1988年設市。